# Parseierspitze
Parseierspitze er det højeste bjerg i de Nordlige kalkalper, og det eneste som når over 3.000 med en højde på 3.036 m. Det ligger i Tyrol i Lechtaler Alperne og bliver kaldt «Dronningen af Lechtaleralperne». Toppen af bjerget blev nået første gang i 1869.
| Bjerg | Spire Denne artikel om et bjerg eller en bjergkæde er en spire som bør udbygges. Du er velkommen til at hjælpe Wikipedia ved at udvide den. |